# Nametil
Nametil é uma vila da província de Nampula, em Moçambique, sede do distrito de Mogovolas. Foi elevada à categoria de vila em 4 de Julho de 1960.
A vila do Nametil tem, de acordo com o censo de 2007, uma população de 45 160 habitantes.